# Salut Salon
Salut Salon è un quartetto di musica da camera di Amburgo, in Germania, con due violiniste, una violoncellista e una pianista. È stato fondato nel 2002 dalle violiniste Angelika Bachmann e Iris Siegfried. Sono state chiamate "gli Harlem Globetrotters del quartetto d'archi".

Salut Salon's logo

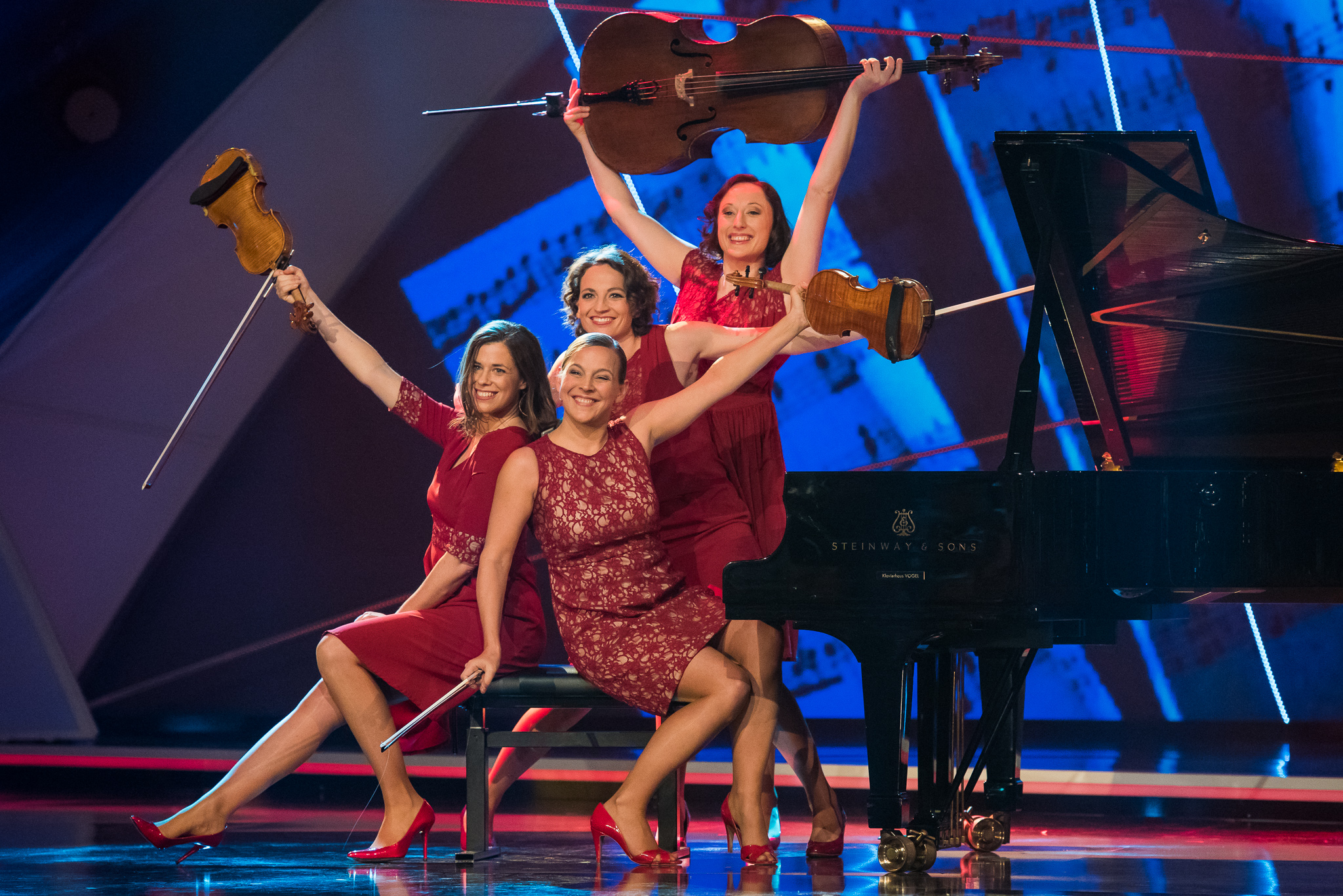
Salut Salon nel 2014

Il loro repertorio comprende musica classica, temi di musica folk e colonne sonore cinematografiche, così come canzoni originali, tango, musica pop, spettacoli di burattini e acrobazie strumentali, "un crossover che sfida la classificazione rigorosa di musica classica e popolare."
Un buon numero di loro spettacoli sono apparsi su YouTube, raccogliendo un notevole successo.

## Storia
Le due fondatrici del quartetto si sono incontrate quando condividevano il banco in una scuola di musica nel 1980. Da allora, si sono esibite insieme senza sosta, in particolare dopo essersi diplomate alla scuola superiore; con loro anche la pianista Ameli Winkler. L'obiettivo era di suonare musica da camera nello stile contemporaneo. La loro prima performance come quartetto è stata nell'autunno del 1999, con Bachmann e Siegfried ai violini, Winkler al pianoforte e Simone Bachmann al violoncello. Il 3 gennaio 2003 si sono esibite nel loro primo concerto pubblico importante nella Musikhalle di Amburgo. Nello stesso anno, il loro primo CD, What Can the Heart Return, è stato prodotto dall'etichetta Warner. Poco dopo la Warner ha offerto loro un contratto discografico. Da allora, il quartetto ha suonato in più di 100 concerti all'anno, con una formazione che spesso cambia, anche se Bachmann e Siegfried sono sempre presenti. Dal 2008 hanno suonato in modo continuativo con la pianista Anna von Twardowski e la violoncellista Sonja Lena Schmid.
Nel 2003 le Salut Salon hanno eseguito il loro primo concerto internazionale. Da allora hanno avuto molte apparizioni all'estero, negli Stati Uniti, in Canada,in Cile,in Russia, Svizzera, Italia, Lussemburgo, Spagna e Cina, dove hanno rappresentato Amburgo come ambasciatori musicali al World Expo 2010 di Shanghai. Sono anche apparse in televisione ed in radio numerose volte.
Salut Salon hanno celebrato il loro decimo anniversario nel 2012 con un tour che comprendeva Pune in India. Il 2016 ha visto il loro debutto a New York in un concerto con il loro programma "Carnevale degli animali e altri fantasie" presso il Centro di Michael Schimmel.

## Membri del gruppo

### Attuali membri
- Angelika Bachmann: violino (fondatrice);
- Iris Siegfried: violino, voce (fondatrice)fino al 2022;
- Meta Hüper: violino, voce (sostituita dal 2016 da Iris Siegfried per maternità);
- Sonja Lena Schmid: violoncello (dal 2008);
- Anne von Twardowski: pianoforte (dal 2008);

Dal 2010: Frederike Dany: violoncello (riserva);
Dal 2014: Olga Shkrygunova: pianoforte (riserva).

### Ex componenti del gruppo
- Ameli Winkler, pianoforte (2000–2002)
- Simone Bachmann, violoncello (2000–2002)
- Christine Schütze, pianoforte (2002–2005)
- Gesa Riedel, violoncello (2002–2005)
- Phoebe Scott, violoncello (2002–2005)
- Lara Jones, pianoforte (2005–2008)
- Peiwen Chen, violoncello (2005–2007)
- Jule Hinrichsen, violoncello (2007–2008)
- Valeria Stab, pianoforte (2007–2010)

## Discografia

### CD
- Was kann das Herz dafür (2005)
- Herzenssache (2007)
- Dichtung und Wahrheit. Das Beste aus 10 Jahren (2013)
- Christmas with Salut Salon (2014)
- Salut Salon Live (2015)

### DVD
- Klassisch verführt (2009)
- Salut Salon. Der Film (2012)
- A Carnival of the Animals and other Fantasies (CD, DVD, 2016)